# Benny és Joon
A Benny és Joon (eredeti cím: Benny & Joon) 1993-ban bemutatott romantikus vígjáték. Rendezője Jeremiah S. Chechik, a forgatókönyvet Barry Berman írta. Főszerepben Johnny Depp, Mary Stuart Masterson és Aidan Quinn.

## Cselekménye
|  | Alább a cselekmény részletei következnek! |

Joon (Mary Stuart Masterson)  bájos és okos lány, ráadásul művészi hajlamokkal is rendelkezik, egész nap festeget, de elmeállapota súlyosan kiegyensúlyozatlan. Elmeorvosa szerint zárt intézetben lenne a helye. Benny (Aidan Quinn), a bátyja, autószerelő, akivel szüleik halála óta kettesben élnek.  Benny a széltől is óvja, ezért neki magának nincs magánélete, bár Ruthie, a pincérnő (Julianne Moore) rokonszenves számára és a nő is vonzónak találja Bennyt. Joon mást nem visel el maga körül, a házvezetőnők sorra menekülőre fogják a dolgot. Egy este együtt kártyáznak Benny haverjaival, és a testvérpár veszít – vagy nyer? –, mert az egyik barátjuk kissé lökött unokaöccsét rájuk bízzák, ő Sam (Johnny Depp), aki felettébb fura figura. Néha egy fa tetején gubbaszt, vagy a parkban beleveti magát példaképei, Buster Keaton és Charlie Chaplin utánzásába. Joon az első perctől vonzódik hozzá, Benny viszont egy idő után féltékeny lesz rá.
Amikor félénken bevallják Bennynek, hogy „összejöttek”, Benny dühében elkergeti Samet. Ő azonban egy fa tetején megvárja, amíg Benny elmegy otthonról, és közös elhatározással felülnek egy buszra Joonnal. A buszon azonban Joon hisztériás rohamot rendez, ezért ki kell hívni a mentőket. Mire Benny hazaérne, látja a távolodó mentőt és a benne ülő Samet. Joon elmegyógyintézetbe kerül. Benny rájön, hogy hibázott. Elnézést kér Samtől és együtt sikerül bejutniuk a zárt osztályra, ahol Joon van, pontosabban Sam „feláldozza” magát a közeledő ápolóknak, ezalatt Benny észrevétlenül be tud surranni a vasráccsal őrzött folyosóra. Benny megpróbál beszélni Joonnal az ajtón keresztül, és megígéri neki, hogy önálló lakásban lakhat, ha akar, felügyelet nélkül. Joon számára csak Sam hiányzik, aki hamarosan megjelenik az ablak előtt egy karbantartáshoz használt lócán lengve. Közben megérkezik Joon orvosnője, aki hajlandónak mutatkozik Joont elengedni. Sam leesik, de csak a bokája törik el. 
Benny két virágcsokrot visz magával: egyet Ruthie-nak, aki megértőnek mutatkozik, a másikat a húgának. Amikor meglátja, hogy Sammel közösen megint pirítóst készítenek vasalóval, leteszi a virágot a nyitott ajtóba és halkan távozik.
|  | Itt a vége a cselekmény részletezésének! |

## Szereplők
| Szereplő                         | Színész               | Magyar hang      |
| -------------------------------- | --------------------- | ---------------- |
| Sam                              | Johnny Depp           | Bartucz Attila   |
| Juniper Pearl, Joon              | Mary Stuart Masterson | Urbán Andrea     |
| Benjamin Pearl, Benny            | Aidan Quinn           | Holl Nándor      |
| Randy Burch                      | William H. Macy       | Szokol Péter     |
| Ruthie, pincérnő                 | Julianne Moore        | Rák Kati         |
| Eric, Benny haverja, autószerelő | Oliver Platt          | Bognár Zsolt     |
| Dr. Garvey                       | CCH Pounder           | Bessenyei Emma   |
| Mike                             | Joe Grifasi           | Melis Gábor      |
| Thomas                           | Dan Hedaya            | Cs. Németh Lajos |

## Megjelenése
A film 2001. január 9-én jelent meg DVD-n.

## Fogadtatás
Az amerikai filmkritikusok véleményét összegző Rotten Tomatoes 75%-ra értékelte 32 vélemény alapján.

## Díjak, jelölések
jelölés:
- 1994: Golden Globe-díj a legjobb férfi főszereplőnek – zenés film vagy vígjáték (Johnny Depp)
- 1994: MTV Movie Awards
  - legjobb komikus színész (Johnny Depp)
  - legjobb betétdal (Proclaimers: I'm Gonna Be (500 Miles))
  - legjobb páros (Johnny Depp és Mary Stuart Masterson)